# Naso brachycentron
Naso brachycentron är en fiskart som först beskrevs av Valenciennes, 1835.  Naso brachycentron ingår i släktet Naso och familjen Acanthuridae. IUCN kategoriserar arten globalt som livskraftig. Inga underarter finns listade i Catalogue of Life.